# 헨타이가나
한자(칸지)
가나
- 히라가나
  - 헨타이가나
- 가타카나
- 만요가나

사용법
- 후리가나
- 오쿠리가나

로마자 표기법(로마지)
- 헵번식
- 훈령식 (ISO)
- 일본식 (전자법)

헨타이가나(일본어: 変体仮名)는 일본어 문자의 하나로, 1900년(메이지 33년)의 소학교령(小學校令) 시행 이후에 사용되지 않는 히라가나의 총칭이다. 이타이가나(일본어: 異体仮名)라고도 불린다.

## 용법

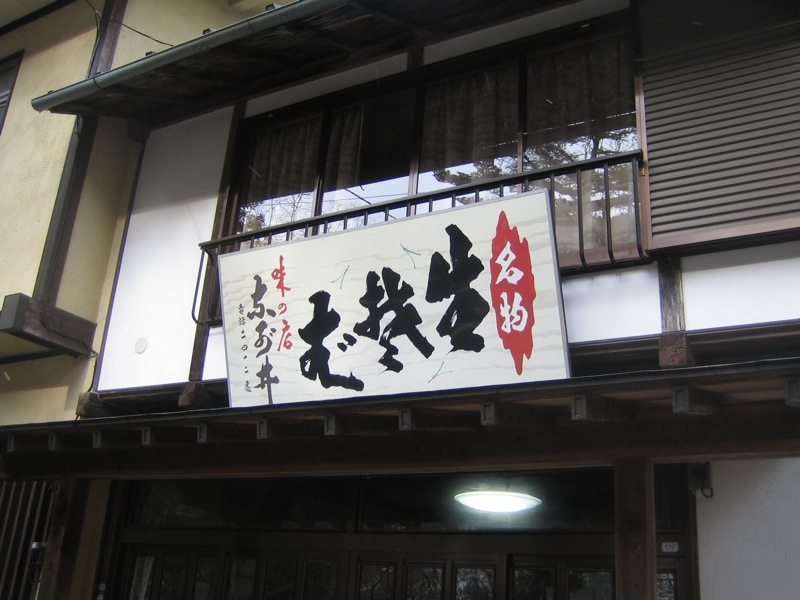
음식점 간판에 쓰인 헨타이가나. 生そば의 そ가 으로, ば가 ゛으로 표기되어 있다.

현대에는 「イ」에 해당하는 히라가나로 「い」(以)만이 사용되고 있는 것에 반해, 옛 가나 문장에서는 「イ」의 히라가나를 쓰는 데에 「𛀆」(以), 「𛀇」(伊), 「𛀈」(意), 「𛀉」(移)와 여러 가지 자체(가끔 유래한 한자가 같아도 흘려쓰는 평태가 다른 것도)를 구별해서 쓰고 있었다. 하나의 음운에 대한 히라가나의 자체 중에서는, 통상 사용되는 히라가나와 자모를 달리하는 것과, 같은 자모(字母)이지만 흘려쓰는 방법이 다른 것 2종류가 있다. 이들은 저자나 시대에 따라 다르거나, 하나의 문장 안에서 혼용되는 일도 있었다. 히라가나도 처음에는 이체자가 여럿 나타났지만, 헤이안 중기에는 1종류로 통합하는 경향이 강하게 나타나, 빠르게 지금과 같은 일모일자로 정리되었다.
현대에는 주로 가게의 간판이나 상표 같은 곳에서 전통적이거나 고풍적인 느낌을 낼 때 사용된다. 또한, 지명 표기에 남아 있는 경우도 있으며, 공문서에 기재되어 있기도 하기 때문에, 2017년에는 Unicode에 헨타이가나가 채용되어 전자기기 상에서도 사용할 수 있게 되었다.

## 전자기기 상에서의 취급

### 유니코드
읽기가 달라도 헨타이가나의 자형이 동일한 것은 같은 부호 위치로 통합하여, 2015년에 286자가 등록 신청되었다.
2016년 9월 유니코드 10.0.0에서 추가되었다.
|    | a                                                                                   | i                                                              | u                                                       | e                                                                     | o                                                       |
| ∅  | あ(安)                                                                              | い(以)                                                         | う(宇)                                                  | え(衣)                                                                | お(於)                                                  |
| -- | ----------------------------------------------------------------------------------- | -------------------------------------------------------------- | ------------------------------------------------------- | --------------------------------------------------------------------- | ------------------------------------------------------- |
| ∅  | 𛀂(安) 𛀅(惡) 𛀃(愛) 𛀄(阿)                                                         | 𛀆(以) 𛀇(伊) 𛀈(意) 𛀉(移)                                    | 𛀊(宇) 𛀋(宇) 𛀌(憂) 𛀍(有) 𛀎(雲)                      | 𛀁(江) 𛀏(盈) 𛀐(縁) 𛀑(衣) 𛀒(衣) 𛀓(要)                             | 𛀔(於) 𛀕(於) 𛀖(隱)                                    |
| k  | か(加)                                                                              | き(幾)                                                         | く(久)                                                  | け(計)                                                                | こ(己)                                                  |
| k  | 𛀗(佳) 𛀘(加) 𛀙(可) 𛀚(可) 𛀛(嘉) 𛀢(家) 𛀜(我) 𛀝(歟) 𛀞(賀) 𛀟(閑) 𛀠(香) 𛀡(駕) | 𛀣(喜) 𛀤(幾) 𛀥(幾) 𛀦(支) 𛀻(期) 𛀧(木) 𛀨(祈) 𛀩(貴) 𛀪(起) | 𛀫(久) 𛀬(久) 𛀭(九) 𛀮(供) 𛀯(倶) 𛀰(具) 𛀱(求)        | 𛀳(介) 𛀲(介) 𛀢(家) 𛀴(希) 𛀵(氣) 𛀶(計) 𛀷(遣)                      | 𛀸(古) 𛂘(子) 𛀹(故) 𛀻(期) 𛀺(許)                      |
| s  | さ(左)                                                                              | し(之)                                                         | す(寸)                                                  | せ(世)                                                                | そ(曾)                                                  |
| s  | 𛀼(乍) 𛀽(佐) 𛀾(佐) 𛀿(左) 𛁀(差) 𛁁(散) 𛁂(斜) 𛁃(沙)                             | 𛁄(之) 𛁅(之) 𛁆(事) 𛁇(四) 𛁈(志) 𛁉(新)                      | 𛁊(受) 𛁋(壽) 𛁌(數) 𛁍(數) 𛁎(春) 𛁏(春) 𛁐(須) 𛁑(須) | 𛁒(世) 𛁓(世) 𛁔(世) 𛁕(勢) 𛁖(聲)                                    | 𛁗(所) 𛁘(所) 𛁙(曾) 𛁚(曾) 𛁛(楚) 𛁜(蘇) 𛁝(處)        |
| t  | た(太)                                                                              | ち(知)                                                         | つ(川)                                                  | て(天)                                                                | と(止)                                                  |
| t  | 𛁞(堂) 𛁟(多) 𛁠(多) 𛁡(當)                                                         | 𛁢(千) 𛁣(地) 𛁤(智) 𛁥(知) 𛁦(知) 𛁧(致) 𛁨(遲)               | 𛁩(川) 𛁪(川) 𛁫(津) 𛁬(都) 𛁭(徒)                      | 𛁮(亭) 𛁯(低) 𛁰(傳) 𛁱(天) 𛁲(天) 𛁳(天) 𛁴(帝) 𛁵(弖) 𛁶(轉) 𛂎(而) | 𛁷(土) 𛁸(度) 𛁹(東) 𛁺(登) 𛁻(登) 𛁼(砥) 𛁽(等) 𛁭(徒) |
| n  | な(奈)                                                                              | に(仁)                                                         | ぬ(奴)                                                  | ね(祢)                                                                | の(乃)                                                  |
| n  | 𛁾(南) 𛁿(名) 𛂀(奈) 𛂁(奈) 𛂂(奈) 𛂃(菜) 𛂄(那) 𛂅(那) 𛂆(難)                      | 𛂇(丹) 𛂈(二) 𛂉(仁) 𛂊(兒) 𛂋(爾) 𛂌(爾) 𛂍(耳) 𛂎(而)        | 𛂏(努) 𛂐(奴) 𛂑(怒)                                    | 𛂒(年) 𛂓(年) 𛂔(年) 𛂕(根) 𛂖(熱) 𛂗(禰) 𛂘(子)                      | 𛂙(乃) 𛂚(濃) 𛂛(能) 𛂜(能) 𛂝(農)                      |
| h  | は(波)                                                                              | ひ(比)                                                         | ふ(不)                                                  | へ(部)                                                                | ほ(保)                                                  |
| h  | 𛂞(八) 𛂟(半) 𛂠(婆) 𛂡(波) 𛂢(盤) 𛂣(盤) 𛂤(破) 𛂥(者) 𛂦(者) 𛂧(葉) 𛂨(頗)        | 𛂩(悲) 𛂪(日) 𛂫(比) 𛂬(避) 𛂭(非) 𛂮(飛) 𛂯(飛)               | 𛂰(不) 𛂱(婦) 𛂲(布)                                    | 𛂳(倍) 𛂴(弊) 𛂵(弊) 𛂶(遍) 𛂷(邊) 𛂸(邊) 𛂹(部)                      | 𛂺(保) 𛂻(保) 𛂼(報) 𛂽(奉) 𛂾(寶) 𛂿(本) 𛃀(本) 𛃁(豊) |
| m  | ま(末)                                                                              | み(美)                                                         | む(武)                                                  | め(女)                                                                | も(毛)                                                  |
| m  | 𛃂(万) 𛃃(末) 𛃄(末) 𛃅(滿) 𛃆(滿) 𛃇(萬) 𛃈(麻) 𛃖(馬)                             | 𛃉(三) 𛃊(微) 𛃋(美) 𛃌(美) 𛃍(美) 𛃎(見) 𛃏(身)               | 𛃐(武) 𛃑(無) 𛃒(牟) 𛃓(舞) 𛄝(无) 𛄞(无)               | 𛃔(免) 𛃕(面) 𛃖(馬)                                                  | 𛃗(母) 𛃘(毛) 𛃙(毛) 𛃚(毛) 𛃛(茂) 𛃜(裳) 𛄝(无) 𛄞(无) |
| y  | や(也)                                                                              | 𛀆(以)                                                         | ゆ(由)                                                  | 𛀁(江)                                                                | よ(与)                                                  |
| y  | 𛃝(也) 𛃞(也) 𛃟(屋) 𛃠(耶) 𛃡(耶) 𛃢(夜)                                           | 𛀆(以)                                                         | 𛃣(游) 𛃤(由) 𛃥(由) 𛃦(遊)                             | 𛀁(江)                                                                | 𛃧(代) 𛃨(余) 𛃩(與) 𛃪(與) 𛃫(與) 𛃬(餘) 𛃢(夜)        |
| r  | ら(良)                                                                              | り(利)                                                         | る(留)                                                  | れ(礼)                                                                | ろ(呂)                                                  |
| r  | 𛃭(羅) 𛃮(良) 𛃯(良) 𛃰(良) 𛁽(等)                                                  | 𛃱(利) 𛃲(利) 𛃳(李) 𛃴(梨) 𛃵(理) 𛃶(里) 𛃷(離)               | 𛃸(流) 𛃹(留) 𛃺(留) 𛃻(留) 𛃼(累) 𛃽(類)               | 𛃾(禮) 𛃿(礼) 𛄀(連) 𛄁(麗)                                           | 𛄂(呂) 𛄃(呂) 𛄄(婁) 𛄅(樓) 𛄆(路) 𛄇(露)               |
| w  | わ(和)                                                                              | ゐ(為)                                                         | 𛄟(汙)                                                  | ゑ(恵)                                                                | を(遠)                                                  |
| w  | 𛄈(倭) 𛄉(和) 𛄊(和) 𛄋(王) 𛄌(王)                                                  | 𛄍(井) 𛄎(井) 𛄏(居) 𛄐(爲) 𛄑(遺)                             |                                                         | 𛄒(惠) 𛄓(衞) 𛄔(衞) 𛄕(衞)                                           | 𛄖(乎) 𛄗(乎) 𛄘(尾) 𛄙(緒) 𛄚(越) 𛄛(遠) 𛄜(遠) 𛀅(惡) |
| n' | ん(无)                                                                              |                                                                |                                                         |                                                                       |                                                         |
| n' | 𛄝(无) 𛄞(无)                                                                       |                                                                |                                                         |                                                                       |                                                         |

### 폰트
유니코드의 헨타이가나를 표기할 수 있는 폰트는 2017년 9월 기준으로 다음이 있다.
- 和田研細丸ゴシック2004絵文字、和田研中丸ゴシック2004絵文字
- 기계제작용 표준서체 글꼴
- Unicode 헨타이가나 폰트
- Hanazono 명조 (花園明朝) 보관됨 2010-04-12 - 웨이백 머신
- BabelStone Han

## Unicode에 실린 헨타이가나의 목록
- 이외에 탁점이나 반탁점이 붙은 헨타이가나도 존재한다.
- 흘려쓰는 정도나 방법에는 통상적인 규칙은 없기 때문에 같은 자모(字母)라도 자형에는 여러 종류의 패턴이 존재한다.
- 는 원래 Ye의 음가를 표기하던 전혀 다른 글자였던 것이 통합된 것으로, 다른 헨타이가나와는 경우가 다르다.

## 같이 보기
- 후리가나

## 참고 문헌
- 吉田豊『江戸のマスコミ「かわら版」-「寺子屋方式」で原文から読んでみる」光文社〈新書103〉、2003。
- 片塩二朗『秀英体研究』大日本印刷、2005。
- 兼築信行『変体仮名速習帳』早稲田大学文学部、2003。